# 圣安杰洛城
圣安杰洛城（義大利語：Città Sant'Angelo），是意大利佩斯卡拉省的一个市镇。总面积61.95平方公里，人口14352人，人口密度231.7人/平方公里（2009年）。ISTAT代码为068012。